# Acoblament (física)
En física, dos sistemes estan acoblats si interaccionen l'un amb l'altre. És d'especial interès l'acoblament de dos (o més) sistemes vibradors (per exemple, pèndols o circuits ressonants) per mitjà de molles o camps magnètics, etc. L'efecte del batement és típic d'una oscil·lació acoblada. El concepte d'acoblament és d'especial rellevància en cosmologia física, en què diverses formes de matèria es desacoblen i reacoblen gradualment entre elles. L'acoblament també és important en física per la generació de plasmes. En descàrregues elèctriques, l'acoblament d'un camp excitant i un medi crea plasmes. La qualitat de l'acoblament d'un camp excitant d'una determinada freqüència amb una partícula carregada depèn de la ressonància.

## Mecànica d'ones

### Oscil·lador harmònic acoblat

Pèndols acoblats connectats per una molla

Si dues ones són capaces de transmetre energia els uns als altres, es diu que aquestes ones estan "acoblades". Això normalment es produeix quan les ones comparteixen un component comú. Un exemple d'això són dos pèndols connectats per una molla. Si els pèndols són idèntics, les seves equacions de moviment són donades
{\displaystyle m{\ddot {x}}=-mg{\frac {x}{l_{1}}}-k(x-y)}
{\displaystyle m{\ddot {y}}=-mg{\frac {y}{l_{2}}}+k(x-y)}
Aquestes equacions representen el simple moviment harmònic del pèndol amb un factor d'acoblament afegit de la molla. Aquest comportament també es veu en determinades molècules (com ara CO₂ i H₂O), en què dos dels àtoms faran vibrar al voltant d'un central de manera similar.

### Circuits LC acoblats

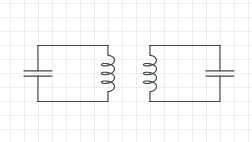
Dos circuits LC units entre si.

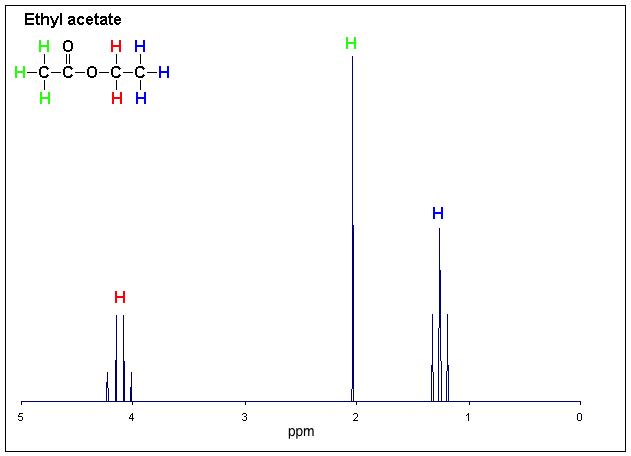
Pics en una imatge RMN d'acetat d'etil.

En circuits LC, la càrrega oscil·la entre el condensador i l'inductor i, per tant, es pot modelar com un oscil·lador harmònic simple. Quan el flux magnètic d'un inductor pot afectar la inductància d'un inductor en un circuit LC no connectat, es diu que els circuits estan acoblats. El coeficient d'acoblament k defineix la proximitat que s'acoblen els dos circuits i ve donat per l'equació
{\displaystyle {\frac {M}{\sqrt {L_{p}L_{s}}}}=k}
Quan M és la inductància mútua dels circuits i Lp i Ls són les inductàncies dels circuits primaris i secundaris, respectivament. Si les línies de flux de l'inductor primari filen cada línia de la secundària, el coeficient d'acoblament és 1 i {\displaystyle M={\sqrt {L_{p}L_{s}}}} En la pràctica, però, sovint hi ha fuites, de manera que la majoria de sistemes no estan perfectament acoblats.

## Química

### Acoblament de spin-spin
L'acoblament de spin-spin es produeix quan el camp magnètic d'un àtom afecta el camp magnètic d'un altre àtom proper. Això és molt comú en imatges RMN. Si els àtoms no s'acoblen, hi haurà dos pics individuals, coneguts com a doblet, que representen els àtoms individuals. Si hi ha l'acoblament, hi haurà un triple, un pic més gran i dos més petits a banda i banda. Això es produeix a causa de les rotacions dels àtoms individuals que oscil·len en tàndem.

## Astrofísiques
Els objectes en l'espai que s'acoblen entre ells estan sota la influència mútua de la gravetat dels altres. Per exemple, la Terra està acoblada tant al sol com a la lluna, ja que està sota la influència gravitacional de tots dos. Comuns a l'espai són els sistemes binaris, dos objectes acoblats gravitatòriament entre si. Exemples d'això són estrelles binàries que s'envolten. També es poden acoblar múltiples objectes entre si alhora, com per exemple amb cúmuls globals i grups galàxics. Quan partícules més petites, com la pols, que s'uneixen al llarg del temps, s'acumulen en objectes molt més grans, es produeix l'acreció. Aquest és el principal procés pel qual es formen estrelles i planetes.